# Gobio carpathicus
Gobio carpathicus är en fiskart som beskrevs av Vadim Dmitrij Vladykov 1925. Gobio carpathicus ingår i släktet Gobio och familjen karpfiskar. IUCN kategoriserar arten globalt som livskraftig. Inga underarter finns listade i Catalogue of Life.